# Puente Viejo (Monforte de Lemos)
El Puente Viejo (en gallego: Ponte Vella), también conocido como Puente Romano (Ponte Romana), es un puente que cruza el río Cabe en el casco urbano de Monforte de Lemos, en la provincia de Lugo, España.

## Historia
Según la tradición, sus orígenes se remontan a la época romana. El puente actual fue construido en el siglo XVI por Pedro Rodríguez de Ramberde por orden de Catalina de la Cerda y Sandoval, VII Condesa de Lemos, viuda de Pedro Fernández de Castro y Andrade.

## Descripción
Es un puente de piedra granítica formado por seis arcos semicirculares, dos de ellos cubiertos en reformas posteriores, y con pilares apoyados sobre contrafuertes. En los arcos centrales se pueden leer varias marcas del cantero. El firme es de adoquines y está abierto al tráfico rodado en un único sentido de la marcha, aunque está en proyecto su peatonalización.
El puente recibe el nombre de “viejo” en contraposición a otro puente importante de la ciudad construido en el siglo pasado y conocido como Puente Nuevo. Desde él, se puede acceder a los paseos fluviales de las riberas del Cabe. Une las calles Antonio Méndez Casal y Santa Clara, situadas en el margen derecho del río, con la Plaza Doctor Goyanes y la calle Hortas, en el margen izquierdo.